# Casa alle Zattere
La casa alle Zattere è un edificio residenziale multipiano di Venezia, sito sulla fondamenta delle Zattere di fronte al canale della Giudecca.
Costruita tra il 1958 e il 1962 su progetto dell'architetto Ignazio Gardella, costituisce un raro e importante esempio di architettura moderna nella città lagunare.

## Caratteristiche
La casa sorge lungo la fondamenta delle Zattere, affacciata lungo il canale della Giudecca; la facciata laterale prospetta sulla stretta calle dello Zuccaro, mentre il limite orientale confina con la chiesa dello Spirito Santo.
La facciata principale conta cinque piani, fatta eccezione per la piccola porzione adiacente alla chiesa, leggermente arretrata e limitata a quattro piani per introdurre un distacco fra i due edifici; lungo la calle dello Zuccaro gli ultimi due piani sono parzialmente o totalmente arretrati rispetto al filo di facciata. L'altezza da terra dei piani varia nelle due parti che compongono l'edificio: nella parte affacciata sul canale il piano terreno è rialzato, ricavando alcuni spazi seminterrati destinati a cantine.
La facciata principale è coperta in intonaco di graniglia di mattone, con dettagli (lo zoccolo, i parapetti dei balconi e le cornici delle finestre) in marmo biancone di Vicenza; il disegno della facciata è fortemente caratterizzato dalla posizione irregolare delle finestre e dei balconi, rievocando il carattere dell'architettura minore delle case antiche veneziane. Gli spazi di servizio sono illuminati da gruppi di finestrelle quadrate inclinate di 45 gradi.